# Лавли-Айленд
Лавли-Айленд (Бугенвиль) (англ. Lively Island, исп. Isla Bougainville) — остров в составе архипелага Фолклендские острова, расположенного в южной части Атлантического океана.

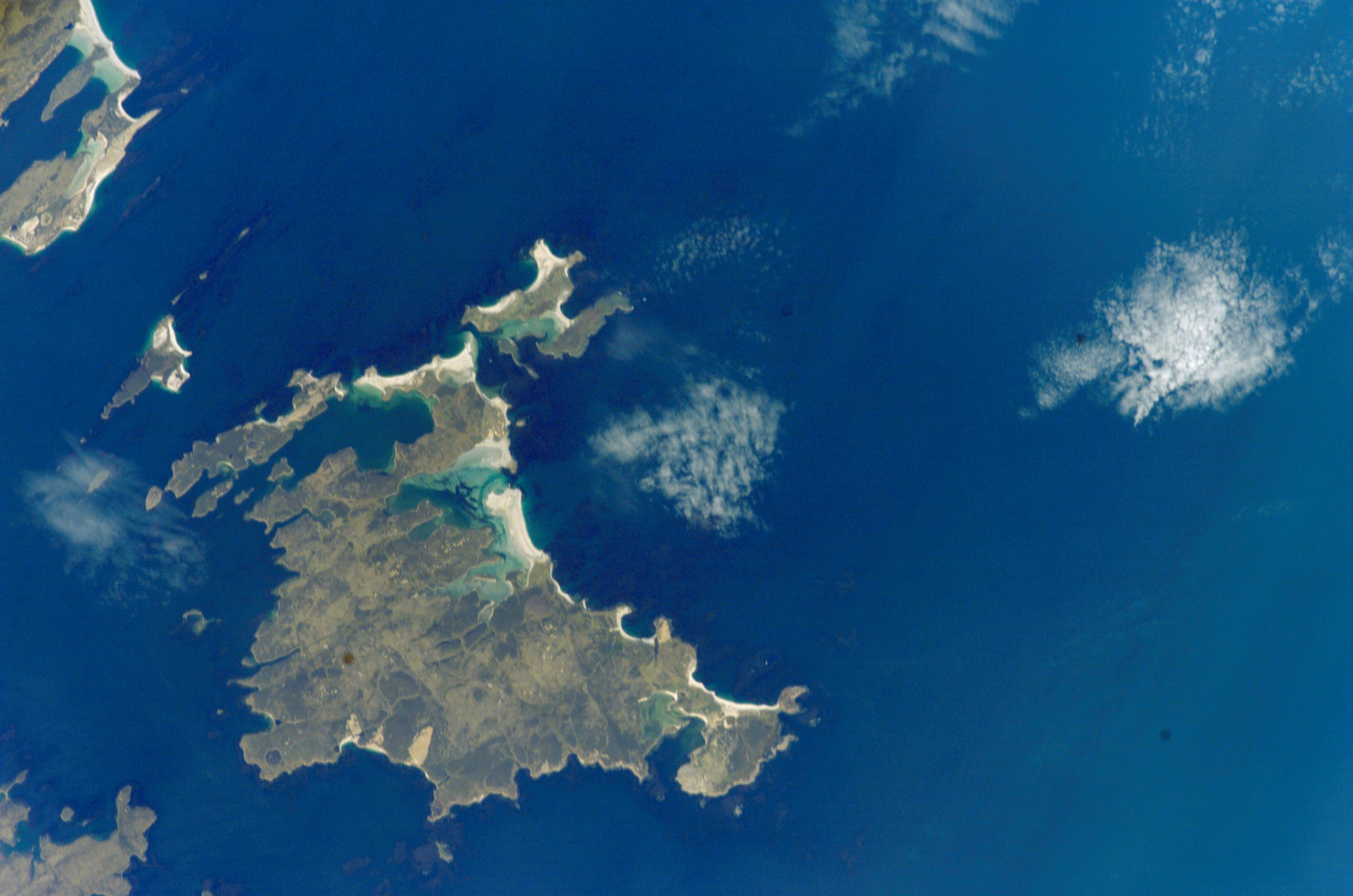
Спутниковый снимок острова

## География
Площадь острова составляет 55,85 км², высшая точка имеет высоту 37 м над уровнем моря.
Расположен к востоку от острова Восточный Фолкленд. Окружён несколькими небольшими островками.

## История
Испанское название острова «Isla Bougainville» происходит от имени французского мореплавателя Луи де Бугенвиля, основавшем на архипелаге первое поселение в 1760-е годы.